# 聖アンナと聖母子 (デューラー)
『聖アンナと聖母子』（せいアンナとせいぼし、独: Anna selbdritt、英: Madonna and Child with Saint Anne) は、ドイツのルネサンス期の巨匠、アルブレヒト・デューラーが制作した油彩による絵画である。本来は板の上に描かれていたが、キャンバスに移し替えられている。制作年と署名は後に加えられたものであるが、「1519」という制作年はおそらく間違いない。画面に描かれているのは、聖母マリア、幼児イエス・キリスト、そして、ドイツでは特に崇拝された、マリアの母聖アンナである。本作はベンジャミン・アルトマンのコレクションにあったが、1913年に氏のほかの数々の名品とともにニューヨークのメトロポリタン美術館に寄贈された。

## 背景
デューラーの宗教画に最もしばしば取り上げられた主題は、聖母、特に聖母子である。このことは中世以降とりわけ強くなってきた聖母信仰を背景とし、画家個人の聖母への傾倒が加わった結果と考えられる。画家の聖母子を描いた油彩画は祭壇画を除いて、比較的小型の作品が約15点現存しており、そのうちの10点が聖母マリアと幼児イエスのみを描いた聖母子画である。その他に版画では約25作品、素描では約70作品の聖母子画が知られている。それらの制作時期は全生涯にわたっているが、油彩画、版画、素描とも1510年代に多い。版画の最後の作例は1520年であり、油彩画も1520年代には1作が知られるのみである。これは明らかに宗教改革の影響である。

## 解説
本作で、聖アンナはマリアを慰めるようにその肩に手を置き、遠くを見つめるような目をしている。自身の孫キリストの将来に待ち受けている「受難」の運命を見つめているのである。1516年の『カーネーションの聖母』(アルテ・ピナコテーク) にしても、1518年の『祈る聖母』 (ベルリン絵画館) にしても、この時期のデューラーの聖母は大きく見開いた目を特徴としているが、本作では、聖アンナの見開かれた目の異様な光が作品の特異な印象を決定づけている。その印象は、沈んだ色調、硬いモデリングとともに近づきがたい雰囲気を画面にもたらしており、長らく本作に低い評価をもたらしてきた。しかし、最近では本作を重要視する研究者も出てきている。
なお、聖アンナは画家の妻アグネスをモデルにしており、その習作も残されている

## 関連作品

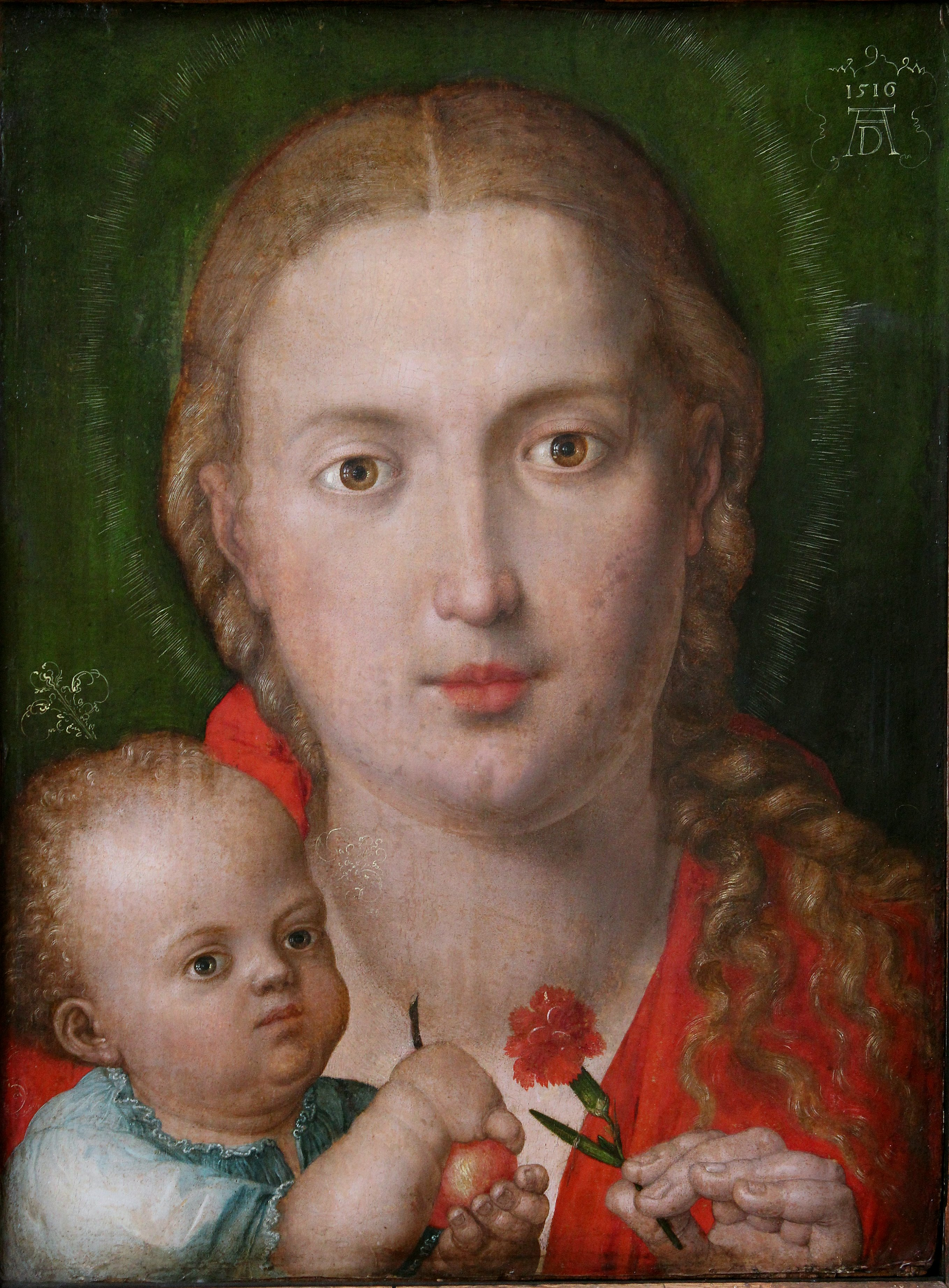
『カーネーションの聖母』 (1516年) アルテ・ピナコテーク (ミュンヘン)
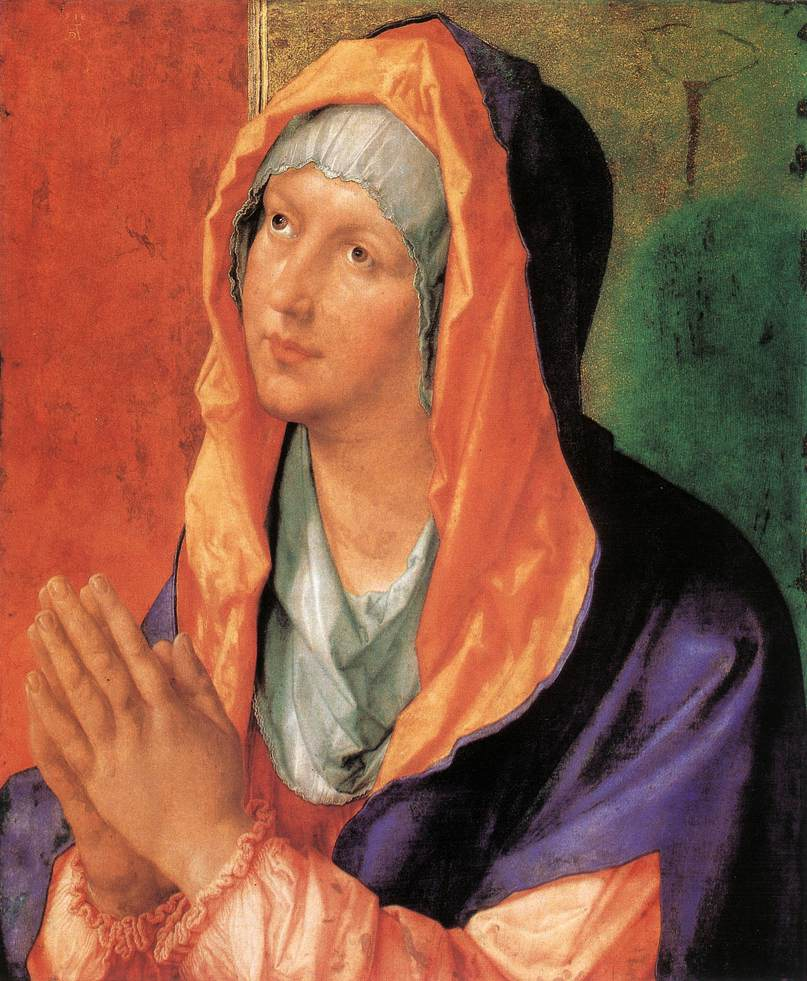
『祈る聖母』(1518年)  ベルリン絵画館